# Monoporella seastormi
Monoporella seastormi är en mossdjursart som beskrevs av James Dick 2008. Monoporella seastormi ingår i släktet Monoporella och familjen Monoporellidae. Inga underarter finns listade i Catalogue of Life.